# Landesliste
Die Landesliste oder der Landeswahlvorschlag ist in Deutschland die Liste der Kandidaten einer Partei für die Wahl zum Bundestag, zu den Wahlen jener Landtage mit einer sogenannten personalisierten Verhältniswahl und zur Europawahl, wenn sich eine Partei für eine Landes- statt eine Bundesliste entscheidet. Im Gegensatz zur Abstimmung über die Kandidaten der Wahlkreise, die direkt gewählt werden (Direktmandat), können die Wähler über die Kandidaten der Landesliste meist nur in Gänze abstimmen, indem sie mit der Zweitstimme eine Partei wählen. Je nach Sitzverteilung im Parlament gilt die entsprechende Anzahl der Kandidaten in der Reihenfolge der Liste der jeweiligen Partei als gewählt.
Die Möglichkeit, Stimmen auf bestimmte Kandidaten einer Landesliste gezielt zu verteilen, wird Kumulieren und Panaschieren genannt und kann die Reihenfolge verändern. Dies wurde in einigen Ländern eingeführt, wie in Bayern, Bremen und Hamburg, in anderen aber bislang nur diskutiert.
Fast alle Bewerber aus den oberen Plätzen der Landesliste, auch von den etablierten, kleineren Parteien, kandidieren gleichzeitig in einem Wahlkreis. Ihr Einzug in das Parlament ist dadurch auch dann wahrscheinlich, wenn sie ihren Wahlkreis nicht gewinnen. Deshalb belegen fast immer etablierte Politiker oder Politiker, die aus verschiedenen Gründen (Alter, Geschlecht, Herkunft, Quereinsteiger etc.) von der Partei gefördert werden, die vorderen Plätze der jeweiligen Landesliste. Sollten die Bewerber in diesem Fall den Wahlkreis gewinnen, wird der Kandidat auf dem nachfolgenden Platz der Landesliste berücksichtigt, welcher keinen Wahlkreis für sich gewinnen konnte oder in keinem Wahlkreis kandidiert hat.
Die Landesliste wird auf den Wahlparteitagen der Parteien gemäß dem Parteiengesetz aufgestellt. Bundeslisten (im Sinne von gesamtstaatlichen Kandidatenlisten) gibt es bei Bundestagswahlen nicht. Die Listenplätze werden hier entsprechend den Zweitstimmenergebnissen in den jeweiligen Ländern verteilt.
Parteien, die nicht zu den etablierten Parteien gehören, müssen ihren Wahlvorschlag, d. h. eine mit Personen befüllte Landesliste, nach dessen Bekanntgabe beim Landeswahlleiter durch eine Unterschriftensammlung unterstützen. Die Mindestzahl an Unterschriften ist im Fall einer Bundestagswahl abhängig von der Zahl der Wahlberechtigten des Landes bei der letzten Bundestagswahl und liegt bei maximal 2.000. Für die Wahlen zu Landesparlamenten gelten abweichende Bestimmungen. Eine Partei, die eine anerkannte Minderheit vertreten möchte, ist von dieser Regelung sowohl auf Bundes- als auch auf Landesebene ausgenommen.